# Most Milenijum
Most Milenijum je viseći most koji se nalazi u Podgorici te se prostire iznad rijeke Morače.
Dizajnirao ga je Mladen Ulićević, profesor Građevinskog fakulteta u Podgorici, a izradila ga je slovenska tvrtka Primorje. Most je službeno otvoren 13. srpnja 2005., na godišnjicu ustanka crnogorskog naroda protiv talijanskog okupatora za vrijeme Drugog svjetskog rata.
Most je dug 140 metara, a temeljni stup je visok 57 metara. 12 čeličnih kabela nosi cijelu platformu, dok je još 24 pričvršćeno za kontrategove. Izgradnja mosta započela je 2005. godine, a troškovi izgradnje koštali su 7 mil. eura. Platforma se sastoji od dva prometna traka te staze za pješake s obje strane.
Most Milenijum spaja Bulevar Ivana Crnojevića u centru grada s Ulicom 13. srpnja u novom dijelu Podgorice, te se njime smanjuje prometno opterećenje na ostalim zakrćenim mostovima koji spajaju centar grada s gusto naseljenim četvrtima s druge strane rijeke Morače.

## Vanjske poveznice
- Galerija slika  Arhivirana inačica izvorne stranice od 24. rujna 2006. (Wayback Machine)
- Millenium Bridge